# فلیسیانو لوپز
فلیسیانو لوپز (به اسپانیایی: Feliciano López) (زاده ۲۰ سپتامبر ۱۹۸۱ - تولدو) تنیس‌باز اهل کشور اسپانیا است.
لوپز در مسابقات بین‌المللی مهمی شرکت کرده است که می‌توان به صعود وی به مرحله یک چهارم نهایی مسابقات تنیس آزاد ویمبلدون و همچنین کسب مقام چهارم تنیس بازی‌های المپیک تابستانی ۲۰۱۲ در بخش دو نفره اشاره کرد، بهترین رتبه وی در رتبه‌بندی جهانی تنیس ۱۵ (۳۰ ژانویه ۲۰۱۲) بوده است.